# Andreas Teilmann
Andreas Teilmann (13. juni 1812 i Jystrup – 10. marts 1869 i Bredsten) var en dansk præst og personalhistoriker.
Han var søn af sognepræst, sidst i Tostrup og Ugerløse, konsistorialråd Johan Christian (Christen) Teilmann (1783-1866) og Mette Margrethe Teilmann (1783-1877). Teilmann blev student 1831 fra Roskilde Katedralskole og cand.theol. 1837, var konstitueret lærer ved Det Kgl. Døvstumme-Institut 1838-39, lærer ved Borger- og Realskolen i Holbæk, kapellan til Undløse og Søndersted, og da dengang var overflod på theologiske kandidater, vikar og hjælpepræst forskellige steder, før han 1851 blev sognepræst til det lille embede i Sønder Felding og Assing, hvorfra han 1866 forflyttedes til Bredsten og Skibet. 
Teilmann var i studietiden meget optaget af genealogiske og personalhistoriske arbejder og udgav 1841 Teilmann-Stammen (ny udg. 1844) og 1846 Stamtavle over Familien Neergaard, væsentligst for at bevise adkomst til familielegater. Den førstnævnte, indbundet med mange aktstykker, findes nu i Det Kongelige Bibliotek (Ny kgl. Saml. Fol. 13120). Han efterlod i manuskript fire bind personalhistoriske efterretninger om gejstligheden, primært på Sjælland (i Ny kgl. Saml. Fol. 7451 og Ny kgl. Saml. 4t0 I977e), der delvis er benyttet af Th. Hertz i Efterretninger om geistlige Embeder i Kongeriget Danmark (I-X, 1857-64).
Han blev gift 10. september 1852 i Brande med Anne Marie Lovise Jensen (7. oktober 1831 i Svendborg – 7. januar 1885 i København), datter af sognepræst Hans Jensen (1800-1865) og hustru Anne Marie Nielsen (1803-1866), med hvem han fik tre døtre. Hun var 2. gang gift 1877 med kontorchef ved Orlogsværftet Christian Lund (1838-1902), søn af hendes første mands kusine, Andrea Telline Teilmann (1811-1896) og skolelæerer i Tostrup Frederik Lund (1808-1875).
Han er begravet i Bredsten.